# 마흐무트 카시모프
마흐무트 타지쿨로비치 카시모프(러시아어: Махмуд Таджикулович Касымов, 우즈베크어: Mahmud Tojiqulovich Qosimov, Маҳмуд Тожиқулович Қосимов 마흐무드 토지쿨로비치 코시모프, 1901년 ~ 1963년)는 우즈베키스탄의 군인이다.
1920년에 붉은 군대 에 입대하면서부터 러시아 내전에 참전했다. 1926년에는 소련 공산당에 입당했고 1929년에는 타슈켄트에 위치한 레닌 중앙 통합군사학교를 졸업했다. 1930년에는 중국에서 군사 고문 요원으로 근무했다. 제2차 세계 대전 이 진행 중이던 1943년에는 소련군 남부 전선 산하 제724보병연대 사령관을 역임했으며 1944년 5월 30일에는 소련 정부로부터 적기훈장을 받았다.
1944년 9월 28일부터 1946년 2월 6일까지 소련군 남부 전선 산하 제315보병사단, 제724보병연대, 제4우크라이나 전선, 독립 연안군, 최고 사령관 산하 예비군에서 지휘관을 역임했다. 소련 육군 중장으로서 멜리토폴 공세, 니코폴-크리비리흐(크리보이로크) 공세, 크림반도 공세, 카르파티아산맥 동부 공세, 독일 해방 작전 등에 참전했다.
1946년에 육군 대령 계급을 받으면서부터 페르가나 주에서 군사 위원을 역임했다. 또한 이란 주재 소련 대사관에서 육군 무관을 역임했다.